# Unione Sportiva Cremonese 1935-1936
Questa pagina raccoglie le informazioni riguardanti i' Unione Sportiva Cremonese nelle competizioni ufficiali della stagione 1935-1936.

## Stagione
Nella stagione 1935-1936 la Cremonese ha disputato e vinto con 47 punti il girone B del Campionato di Serie C, davanti alla Reggiana con 45 punti e alla Biellese con 44 punti, ritrovando subito la Serie B persa la stagione precedente.

## Rosa
| N. |                   | Ruolo | Calciatore          |
| -- | ----------------- | ----- | ------------------- |
|    | Italia (bandiera) | P     | Domenico Bertazzoli |
|    | Italia (bandiera) | C     | Ercole Bodini       |
|    | Italia (bandiera) | C     | Pietro Camisaschi   |
|    | Italia (bandiera) | D     | Arsenio Dacquati    |
|    | Italia (bandiera) | A     | Natale Dossena      |
|    | Italia (bandiera) | P     | Ugo Ferrazzi        |
|    | Italia (bandiera) | A     | Bruno Foglia        |
|    | Italia (bandiera) | A     | Angelo Gibertoni    |
|    | Italia (bandiera) | C     | Gino Giuberti       |
|    | Italia (bandiera) | C     | Pio Gramigna        |
|    | Italia (bandiera) | A     | Alfredo Lazzaretti  |

| N. |                   | Ruolo | Calciatore        |
| -- | ----------------- | ----- | ----------------- |
|    | Italia (bandiera) | A     | Giovanni Lazzari  |
|    | Italia (bandiera) | A     | Sergio Martelli   |
|    | Italia (bandiera) | C     | Renato Olmi       |
|    | Italia (bandiera) | C     | Gilberto Pogliano |
|    | Italia (bandiera) | C     | Sergio Rampini    |
|    | Italia (bandiera) | C     | Edmondo Rana      |
|    | Italia (bandiera) | A     | Rocco Ranelli     |
|    | Italia (bandiera) | C     | Aristide Rossi    |
|    | Italia (bandiera) | A     | Vittorio Rovelli  |
|    | Italia (bandiera) | D     | Leo Trovati       |
|    | Italia (bandiera) | A     | Gaetano Zucchi    |

## Risultati

### Serie C (girone B)

#### Girone di andata
| Arbitro: | Vignoni (Bergamo) |

|              |           |              |
| Olmi 52’ 60’ | Marcatori | 58’ Solbiati |

| Arbitro: | Moretti (Genova) |

|  |           |                                |
|  | Marcatori | 32’, 60’ Rovelli 75’ Gibertoni |

| Arbitro: | Fois (Roma) |

|                                 |           |  |
| Ranelli 1’, 43’ 13’ Rovelli 15’ | Marcatori |  |

| Arbitro: | Garbieri (Genova) |

|  |           |             |
|  | Marcatori | 89’ Dossena |

| Arbitro: | Forni (Treviso) |

|                                            |           |  |
| Dossena 25’ Gibertoni 31’ Ranelli 60’, 88’ | Marcatori |  |

| Arbitro: | Ceccherini (Pisa) |

|                |           |          |
| Godino 37’ 67’ | Marcatori | 90’ Olmi |

| Arbitro: | Cappelli (Trieste) |

|                |           |           |
| Camisaschi 17’ | Marcatori | 60’ Cella |

| Arbitro: | Scorzoni (Bologna) |

|            |           |               |
| Lodi I 19’ | Marcatori | 26’ Gibertoni |

| Arbitro: | Leoni (Milano) |

|            |           |             |
| Zucchi 42’ | Marcatori | 19’ Cortese |

| Arbitro: | Stecig (Fiume) |

|  |           |                                               |
|  | Marcatori | 7’ Rovelli 52’, 61’ Gibertoni 75’, 84’ Foglia |

| Arbitro: | Beraldi (Oneglia) |

|                                                   |           |  |
| Camisaschi 2’ Gibertoni 40’ Rovelli 49’, 82’, 86’ | Marcatori |  |

| Arbitro: | Candela (Genova) |

|  |           |                                             |
|  | Marcatori | 29’ Ranelli 62’ (rig.) Rovelli 75’ Giuberti |

| Arbitro: | Morellato (Vicenza) |

|                                                   |           |                               |
| Gibertoni 10’ Ranelli 14’ Olmi 16’ Camisaschi 42’ | Marcatori | 73’ F. Tedeschi 75’ Caldirola |

| Arbitro: | Rosso (Torino) |

|            |           |                |
| Perone 83’ | Marcatori | 5’ 80’ Ranelli |

| Arbitro: | Garzena (Voghera) |

|                                                      |           |             |
| Rovelli 15’ Camisaschi 27’ Martelli 35’ Giuberti 77’ | Marcatori | 51’ Buzzoni |

#### Girone di ritorno
| Arbitro: | Pecchiura (Torino) |

|  |           |                    |
|  | Marcatori | 28’ (aut.) Padovan |

| Arbitro: | Caprioli (Torino) |

|                      |           |  |
| Olmi 31’ Rovelli 61’ | Marcatori |  |

| Arbitro: | Celano (Roma) |

|                  |           |                                  |
| Vighi 70’ (rig.) | Marcatori | 49’ Gibertoni 75’ (rig.) Rovelli |

| Arbitro: | Tassini (Verona) |

|                                                 |           |  |
| Rovelli 8’, 51’, 86’ Bodini I 43’ Gibertoni 53’ | Marcatori |  |

| Arbitro: | Dallerole (Vercelli) |

|               |           |                          |
| Biganzoli 70’ | Marcatori | 30’ Bodini I 55’ Rovelli |

| Arbitro: | Pecchiura (Torino) |

|                    |           |                         |
| Rovelli 68’ (rig.) | Marcatori | 40’ Caudera 47’ Bertolo |

| Piacenza 8 marzo 1936 22ª giornata | Piacenza        | 0 – 0 | Cremonese | Campo "Alessandro Casali"\| Arbitro: \| Marini (Verona) \| |
| Arbitro:                           | Marini (Verona) |       |           |                                                            |

| Arbitro: | Camisasca (Milano) |

|                                       |           |             |
| Rovelli 12’ Dacquati 15’ Pogliano 61’ | Marcatori | 43’ Lodi II |

| Arbitro: | Corradini (Bologna) |

|             |           |                           |
| Zandali 47’ | Marcatori | 19’ Rovelli 48’ Gibertoni |

| Arbitro: | Oblack (Trieste) |

|               |           |           |
| Olmi 10’, 78’ | Marcatori | 59’ Jatti |

| Arbitro: | Stecig (Fiume) |

|                        |           |          |
| Grandi 82’ Stocchi 84’ | Marcatori | 88’ Olmi |

| Arbitro: | Caironi (Milano) |

|  |           |                    |
|  | Marcatori | 6’, 43’, 75’ Boffi |

| Arbitro: | Moretti (Genova) |

|                 |           |                              |
| F. Tedeschi 18’ | Marcatori | 30’ Gibertoni 35’ Lazzaretti |

| Arbitro: | De Franceschi (Genova) |

|                                                       |           |  |
| Rovelli 8’ 11’ Lazzaretti 27’, 35’ Camisaschi 32’ 34’ | Marcatori |  |

| Arbitro: | Caironi (Milano) |

|                 |           |                              |
| Buzzoni 29’ 73’ | Marcatori | 7’ (rig.) Rovelli 21’ Foglia |